# تاريخ اقتصادي
التاريخ الاقتصادي هو دراسة الاقتصاد أو الظواهر الاقتصادية في الماضي. ويجري التحليل في التاريخ الاقتصادي باستخدام مجموعة من الأساليب التاريخية والأساليب الإحصائية وتطبيق النظرية الاقتصادية على الحالات والمؤسسات التاريخية. ويشمل الموضوع التاريخ المالي والتجاري والتداخل مع مجالات التاريخ الاجتماعي مثل التاريخ الديموغرافي وتاريخ العمل - الكمي - في هذه الحالة، الاقتصاد القياسي - دراسة التاريخ الاقتصادي والمعروف أيضا باسم كليوميتريكس.

## التنمية كمجال منفصل
في ألمانيا في أواخر القرن التاسع عشر، قام العلماء في عدد من الجامعات، بقيادة غوستاف فون سمولر، بتطوير المدرسة التاريخية للتاريخ الاقتصادي. وتجاهل النهج الكمي والرياضي. هيمن النهج التاريخي على المنح الدراسية الألمانية والفرنسية في معظم القرن العشرين. وقد انتشر هذا النهج إلى بريطانيا العظمى من قبل ويليام أشلي، 1860-1927، وهيمن على التاريخ الاقتصادي البريطاني لأكثر من القرن العشرين. في فرنسا، تأثر التاريخ الاقتصادي بشكل كبير من مدرسة أناليس منذ أوائل القرن العشرين حتى الوقت الحاضر. حيث تمارس نفوذها في جميع أنحاء العالم من خلال مجلة أناليس، للعلوم التاريخية والاجتماعية.
كان التعامل مع التاريخ الاقتصادي باعتباره تخصصا أكاديميا متفردا مسألة مثيرة للجدل لسنوات عديدة. كان لدى الأكاديميون في كلية لندن للاقتصاد وجامعة كامبريدج العديد من النزاعات حول فصل الاقتصاد والتاريخ الاقتصادي في فترة ما بين الحربين. ويعتقد خبراء الاقتصاد في كامبريدج أن الاقتصاد النقي ينطوي على عنصر من عناصر التاريخ الاقتصادي وأن الاثنين متشابكان بشكل لا ينفصم. يعتقد هؤلاء في كلية لندن للاقتصاد أن التاريخ الاقتصادي يكفل مساراته الخاصة، وبرنامجه البحثي ومقعده الأكاديمي منفصلاًعن الاقتصاد السائد.
في الفترة الأولى من تطور الموضوع، انتصر موقف كلية لندن للاقتصاد الداعي بفصل التاريخ الاقتصادي عن الاقتصاد. وضعت العديد من الجامعات في المملكة المتحدة برامج مستقلة في التاريخ الاقتصادي متجذرة في نموذج كلية لندن للاقتصاد. في الواقع، حازت جمعية التاريخ الاقتصادي على افتتاحها في كلية لندن للاقتصاد في عام 1926 وأنشأت جامعة كامبريدج في نهاية المطاف برنامجها للتاريخ الاقتصادي. ومع ذلك، شهدت السنوات العشرين الماضية الإغلاق واسع النطاق لهذه البرامج المنفصلة في المملكة المتحدة ودمج الانضباط في أقسام التاريخ أو الاقتصاد. فقط كلية لندن للاقتصاد تحتفظ بقسم التاريخ الاقتصادي منفصلاً وبرنامج الدراسة الجامعية المستقلة والدراسات العليا في التاريخ الاقتصادي. كامبردج، وغلاسكو، وكلية لندن للاقتصاد وأكسفورد قاموا معا بتدريب الغالبية العظمى من المؤرخين الاقتصاديين القادمين عبر نظام التعليم العالي البريطاني اليوم.

### الولايات المتحدة
في الوقت نفسه، في الولايات المتحدة، مجال التاريخ الاقتصادي في العقود الأخيرة تم تقسيمه إلى حد كبير في مجالات أخرى من الاقتصاد وينظر إليه على أنه شكل من أشكال الاقتصاد التطبيقي. ونتيجة لذلك، لا توجد برامج متخصصة في دراسات التاريخ الاقتصادي في أي من الجامعات في أي مكان في البلاد. يبقى التاريخ الاقتصادي كعنصر ميداني خاص في برامج الدكتوراه للاقتصاد العادي أو التاريخ في الجامعات بما في ذلك جامعة كاليفورنيا (بركلي)، وجامعة هارفارد، وجامعة نورث وسترن وجامعة ييل.

## التاريخ الاقتصادي والاقتصاد
كتب الاقتصادي في جامعة ييل إيرفينج فيشر في عام 1933 عن العلاقة بين الاقتصاد والتاريخ الاقتصادي في «نظرية انكماش الديون في الكساد الكبير» (الاقتصاد السياسي، المجلد 1، رقم 4: 337-338):

وقد تبدأ دراسة عدم التوازن بأي من الطريقتين. قد نأخذها كوحدتنا لدراسة حالة تاريخية حقيقية من عدم التوازن الكبير، على سبيل المثال، حالة الذعر في عام 1873؛ أو قد نأخذها كوحدتنا لدراسة أي اتجاه تأسيسي، مثل الانكماش، مثلا، اكتشاف قوانينها العامة، وعلاقاتها، ومزجها مع الميول الأخرى. الدراسة السابقة تدور حول الأحداث، أو الحقائق؛ وهذه الأخيرة، حول الاتجاهات. الأول هو التاريخ الاقتصادي في المقام الأول. وهذا الأخير هو في المقام الأول العلم الاقتصادي. كلا النوعين من الدراسات يعتبر سليم ومهم. كلاهما يساعد الآخر. ولا يمكن فهم حالة الذعر التي حدثت في عام 1873 إلا في ضوء الاتجاهات المختلفة التي ينطوي عليها الانكماش وغيره؛ ولا يمكن فهم الانكماش إلا في ضوء مظاهر تاريخية مختلفة - 1873 وغيرها.

هناك مدرسة فكرية بين المؤرخين الاقتصاديين تقسم التاريخ الاقتصادي - دراسة كيف تطورت الظواهر الاقتصادية في الماضي - من الاقتصاد التاريخي - اختبار عمومية النظرية الاقتصادية باستخدام الحلقات التاريخية. أوضح المؤرخ الاقتصادي الأمريكي تشارلز ب. كيندلبيرجر هذا الموقف في كتابه عام 1990 «الاقتصاد التاريخي: فن أم علم؟»
يشير التاريخ الاقتصادي الجديد، المعروف أيضا باسم كليوميتريكس، إلى الاستخدام المنهجي للنظرية الاقتصادية و / أو تقنيات الاقتصاد القياسي لدراسة التاريخ الاقتصادي. تمت صياغة مصطلح كليوميتريكس في الأصل من قبل جوناثان.ر.ت هيوز وستانلي رايتر في عام 1960، ويشير إلى كليو، التي كانت إلهة الإلهام للتاريخ والشعر البطولي في الميثولوجيا الإغريقية. يدعي أنصار الكليوميتريكس أن نهجهم ضروري لأن تطبيق النظرية أمر بالغ الأهمية في كتابة التاريخ الاقتصادي الثابت، في حين يعارض المؤرخون عموما هذا الرأي محذرين من خطر توليد المفارقة التاريخية. وكان الكليوميتريكس المبكر نوعا من التاريخ المضاد. ومع ذلك، فإن الواقعية المضادة لم تعد السمة المميزة له. وقد جادل البعض بأن الكليوميتريكس قد وصل ذروته في الستينات والسبعينات وأنه الآن مهمل من قبل الاقتصاديين والمؤرخين.
في العقود الأخيرة، كان المؤرخون الاقتصاديون، بعد دوغلاس نورث، يميلون إلى الابتعاد عن الدراسات الكمية الضيقة نحو التاريخ المؤسسي والاجتماعي والثقافي الذي يؤثر على تطور الاقتصادات. ومع ذلك، فقد انتقد هذا الاتجاه، من قبل فرانشيسكو بولديززوني، كشكل من أشكال الإمبريالية الاقتصادية «توسيع النموذج التفسيري الكلاسيكي الجديد إلى مجال العلاقات الاجتماعية». وعلى العكس من ذلك، بدأ الاقتصاديون في تخصصات أخرى يكتبون عن موضوعات تتعلق بالتاريخ الاقتصادي.[بحاجة لمصدر]

## التاريخ الاقتصادي وتاريخ الرأسمالية
ظهر حقل جديد يطلق على نفسه اسم «تاريخ الرأسمالية» في إدارات التاريخ الأمريكي منذ عام 2000 تقريبا. ويتضمن العديد من المواضيع المرتبطة تقليديا بمجال التاريخ الاقتصادي مثل التأمين والبنوك والتنظيم والبعد السياسي للأعمال التجارية، وتأثير الرأسمالية على الطبقات الوسطى، والفقراء والنساء والأقليات. يستخدم هذا الحقل البحوث الحالية لتاريخ الأعمال التجارية، ولكنه سعى لجعله أكثر أهمية لمخاوف إدارات التاريخ في الولايات المتحدة، بما في ذلك من خلال إجراء مناقشات محدودة أو معدومة لمؤسسات الأعمال الفردية.

## مؤرخون اقتصاديون حائزون على جائزة نوبل التذكارية
- حصل سيمون كوزنتس على جائزة نوبل في العلوم الاقتصادية («جائزة نوبل التذكارية») في عام 1971 «لتفسيره القائم على أساس تجريبي للنمو الاقتصادي الذي أدى إلى رؤية جديدة ومتعمقة للبنية الاقتصادية والاجتماعية وعملية التنمية».
- حصل ميلتون فريدمان على جائزة نوبل التذكارية عام 1976 من أجل «إنجازاته في مجالات تحليل الاستهلاك والتاريخ النقدي والنظرية النقدية ولعرضه تعقيد سياسة الاستقرار».
- فاز روبرت فوغل ودوغلاس نورث بجائزة نوبل التذكارية في عام 1993 من أجل «تجديد البحث في التاريخ الاقتصادي من خلال تطبيق النظرية الاقتصادية والأساليب الكمية من أجل تفسير التغيير الاقتصادي والمؤسسي».
- حصل ميرتون ميلر، الذي بدأ مسيرته الأكاديمية في تدريس التاريخ الاقتصادي في جامعة لندن، على جائزة نوبل التذكارية في عام 1990 بالمشاركة مع هاري ماركويتز وويليام شارب.

## مؤرخون اقتصاديون بارزون
- ابن خلدون، تحدث عن تقسيم العمل قبل آدم سميث في مقدمته.
- ابن تيمية، تحدث عن العرض والطلب، وسبق کریشام بوضع قانون کریشام
- كارل ماركس
- يورغ باتن
- بن بيرنانكي
- فرنان بروديل
- نيكولاس كرافتس
- برادفورد ديلونغ
- إيرل هاميلتون
- إريك هوبسباوم
- هارولد جيمس
- نيكولاي كوندراتييف
- سيمون كوزنتس
- فريدريش لست
- روبرتو ساباتينو لوبيز
- دوغلاس نورث
- هنري بيرين
- كريستينا رومر
- والت ويتمان روستو
- موراي روثبورد
- جوزيف شومبيتر
- آدم سميث
- روبرت فوغل
- ميلتون فريدمان